# ベーテ近似
ベーテ近似（ベーテきんじ、Bethe ansatz）とは、統計力学における近似の方法の一つである。ベーテ‐パイエルス近似とも呼ばれる。1931年にハンス・ベーテによって提唱された。

## 概要
強い相互作用を起こし相転移が発生している系において適用できる。ベーテ格子上のある格子に着目した場合、その格子から他の格子に向かう分子場と他の格子からその格子に向かう分子場があるので、その両者を等しいと近似してセルフコンシステントな方程式を立てることによって、近似を行う。系の相関を加味することで、平均場近似より相転移の温度を正確に近似できるようになっているが、実在しない相違点が低温の場合に出てくる可能性がある。実際の計算ではキャビティ場を求めてから熱平均を求めるという手順になる。なお、ベーテ近似は平均場近似を改良した近似方法である。さらに多くの相互作用を正確に求めることで更に近似精度を上げたのがクラスタ変分法である。